# Vetulicola cuneata
Vetulicola cuneata ("Wedged-shaped ancient dweller") là một loài điển hình thuộc chi Vetulicola, sinh sống tại đầu kỷ Cambri. Là một loài trong liên ngành động vật miệng thứ sinh  từ Đá phiến Maotianshan thuộc Trung Quốc.